# Le Juriste
Le Juriste est un tableau peint par Giuseppe Arcimboldo en 1566, désormais conservé au Nationalmuseum à Stockholm. 

## Historique
Le tableau comporte au dos l'inscription « Giuseppe Arcimboldi F. 1566 ». Arcimboldo travaille alors à Vienne, à la cour de Maximilien II.
C’est une œuvre de l’école italienne et d’époque Renaissance. Le modèle inspirant le tableau peut avoir été le juriste Ulrich Zasius, conseiller de Maximilien II ; toutefois, Arcimboldo n'était âgé que de 9 ans au décès de Zasius, alors qu'il a 39 ans lorsqu’il réalise ce tableau.

## Description
Le tableau mesure 64 cm de haut sur 51 cm de large. Arcimboldo applique sa technique anthropomorphique usuelle pour représenter un portrait d'homme de loi, constitué de carcasses de poulet déplumées et de poissons morts. Il s'agit d'un portrait en buste, vu d'en bas et de trois-quarts face. L'œil est représenté par la tête d'un oiseau mort, dont le corps constitue son nez et dont la patte dessine la moustache. La seule joue visible est représentée par une cuisse de volaille en partie dépecée ; le menton est en forme de queue de poisson.
Le ventre est proéminent, gras et garni de livres. Le cou est structuré par différents feuillets. Un manteau lourd et bordé d'un col en peau de renard couvre l'ensemble.

## Analyses de l’œuvre
L'effet comique produit par Le Juriste entraîne un franc succès auprès de la cour viennoise des Habsbourg où il est d'abord exposé.